# Damascus (Georgia)
Damascus – miasto w Stanach Zjednoczonych, w stanie Georgia, w hrabstwie Early.